# Siadło Górne
Siadło Górne (do 1945 niem. Hohenzahden) – niewielka wieś w Polsce o dobrze zachowanym układzie ulicówki, położona w województwie zachodniopomorskim, w powiecie polickim, w gminie Kołbaskowo, ok. 5 km na południe od Szczecina.
Leży na grzbiecie wału morenowego, tzw. Wału Bezleśnego, rozciągającego się na przestrzeni kilkunastu kilometrów – od Bezrzecza do brzegu Odry w Siadle Dolnym.

## Historia
Pierwsze źródłowe wzmianki o wsi pochodzą z 1191 z ksiąg szczecińskiego kościoła św. Jakuba, który pobierał ze wsi dziesięcinę. W 1272 nadana kościołowi Mariackiemu w Szczecinie przez księcia Barnima I Dobrego. Ważna wieś w średniowieczu – w 1286 wymieniono tutejszy kościół. Podczas I wojny światowej pomiędzy Siadłem Górnym a Dolnym wydobywano węgiel brunatny.
Badania archeologiczne z drugiej połowy XX wieku odkryły na krawędzi Wału dwukulturowe grodzisko: łużyckie i wczesnośredniowieczne.
W latach 1975–1998 miejscowość położona była w województwie szczecińskim.

### Zabytki
Kościół w Siadle Górnym usytuowany był pośrodku wsi, przy samej drodze. Była to budowla salowa założona na planie prostokąta, bez chóru, z wieżą od zachodu. Mury wzniesiono z kwadr granitowych łączonych zaprawą wapienną.
Brak jest informacji o portalach i pierwotnym wykroju okien. W okresie przebudowy poszerzono obramienia okien, wykonując je w cegle.
Zachowane zdjęcia archiwalne pozwalają bardziej dokładnie opisać wschodnią elewację kościoła. W szczycie widoczna jest dekoracja w postaci czterech, wąskich, ostrołukowych blend. Pomiędzy nimi znajdowała się blenda o kształcie krzyża łacińskiego w obramieniu ceglanym. Kościół kryty był drewnianym stropem belkowanym i dwuspadowym, ceramicznym dachem. Zaskakuje również układ wnętrza świątyni. Ze zdjęcia archiwalnego wynika, że ołtarz nie posiadał tradycyjnej nadstawy, lecz był odsunięty od ściany wschodniej, do której dostawiona była empora chórowa i organami. Ławki rozmieszczone były wokół ołtarza i ambonki z Pismem Św.
Wieża zachodnia o tej samej szerokości i wysokości co nawa, wzniesiona była w dolnej kondygnacji z kwadr granitowych. Na wysokości połaci dachu przechodziła w konstrukcję szkieletową o planie kwadratu, odeskowaną. Wieńczył ją hełm cebulasty z latarnią, zakończony szpicem z kulą i chorągiewką. W hełmie znajdowały się cztery tarcze zegarowe. Kościół posiadał organy, a jego wnętrze zdobiły m.in. drewniane epitafia ścienne
Kościół wraz z niewielkim prostokątnym placem otoczony był kamiennym murem. Po roku 1945 z nieznanych przyczyn świątynię rozebrano. Pozostał po niej tylko plac, na którym wzniesiono dom jednorodzinny. W pobliżu zachował się (przekształcony w kapliczkę maryjną) obelisk upamiętniający poległych podczas I wojny światowej mieszkańców wsi.
Cmentarz o nieregularnym zarysie znajdował się na południowym skraju wsi w rozwidleniu dróg. Zachowało się jeszcze ogrodzenie i nieliczne ślady nagrobków.

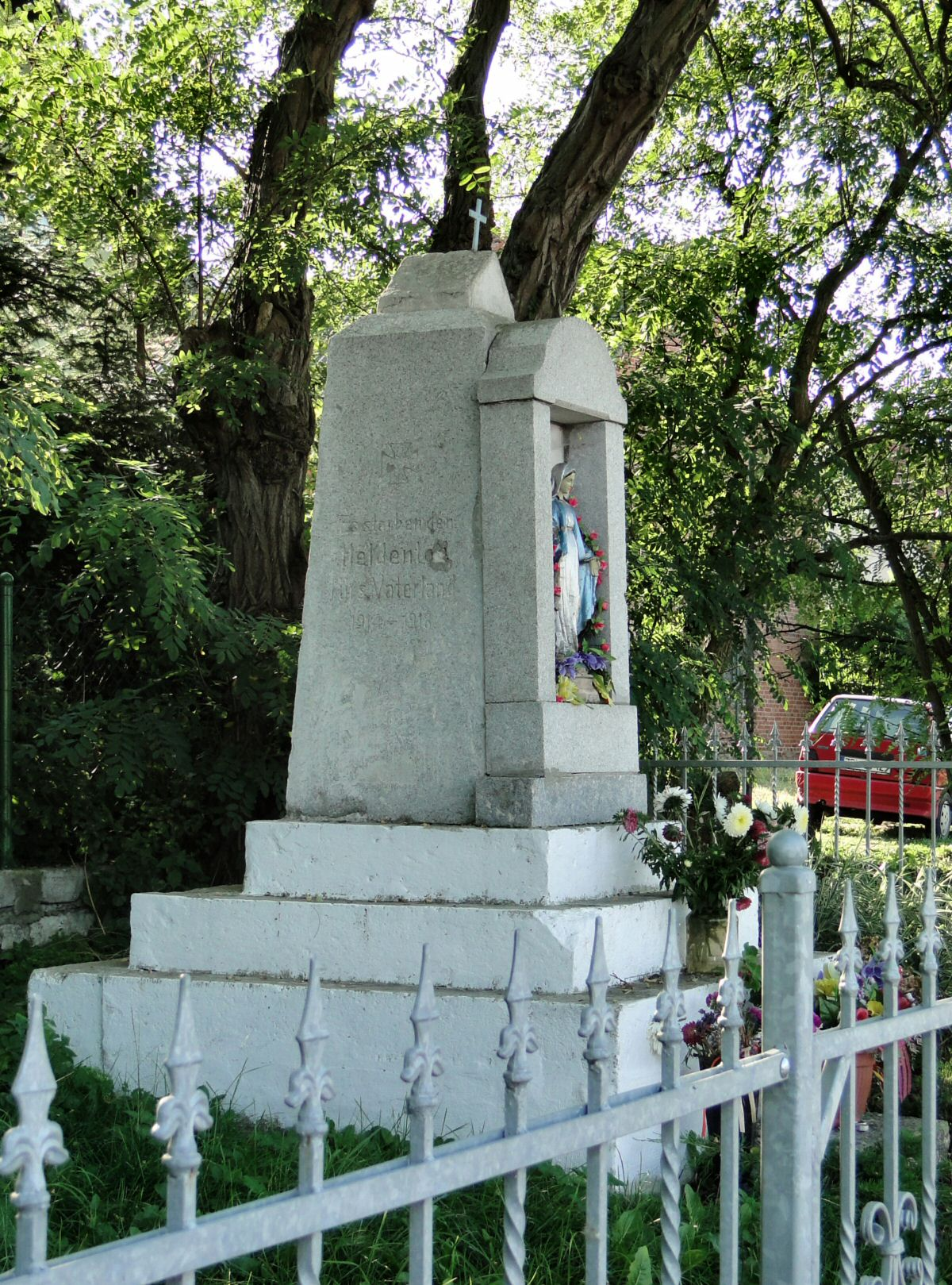
Kapliczka (dawniej pomnik ofiar I wojny światowej).
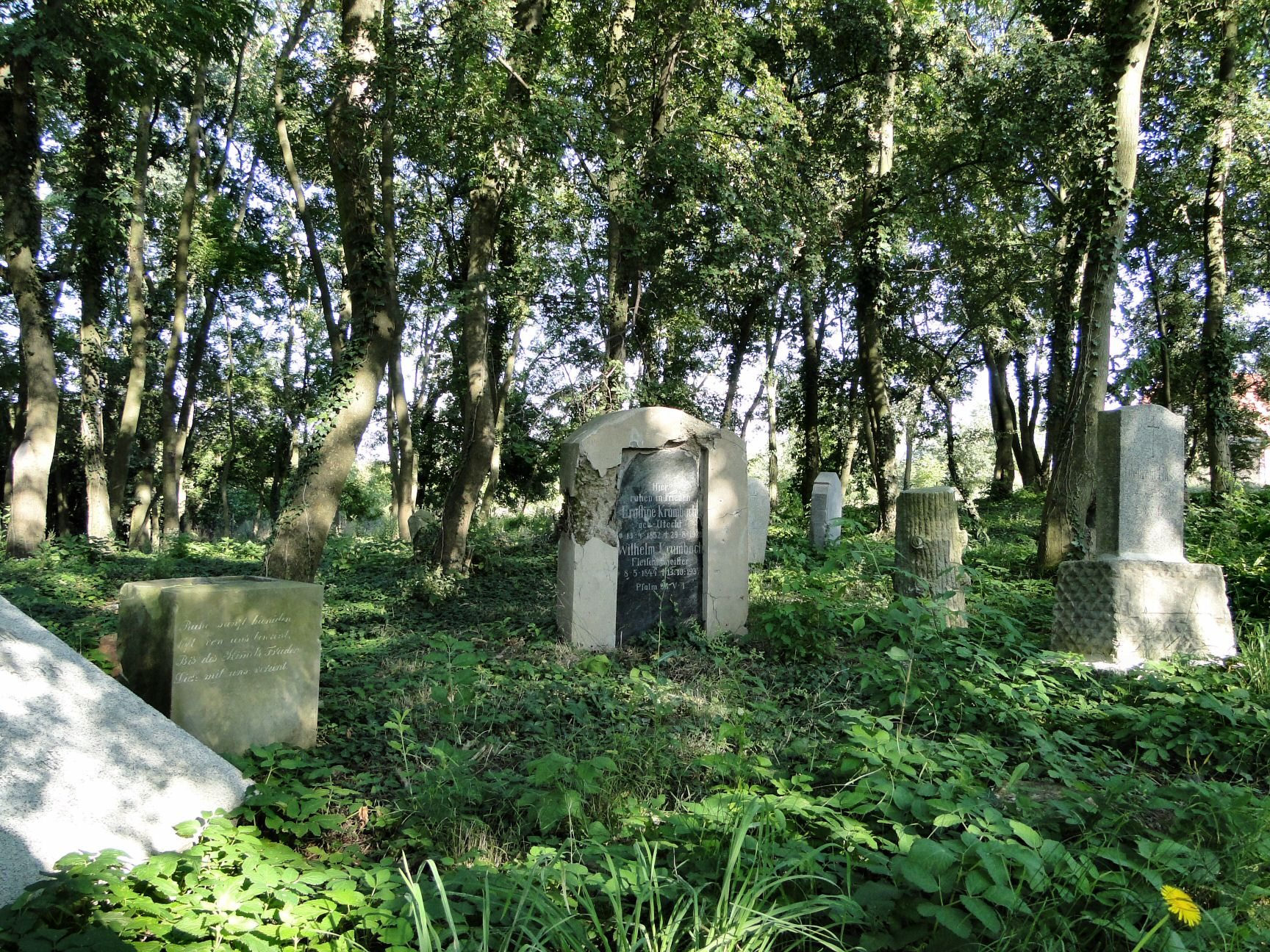
Lapidarium

## Transport
Siadło Górne połączone jest ze Szczecinem miejską linią autobusową.